# Museu de Arte Kimbell
O Museu de Arte Kimbell (em inglês:  Kimbell Art Museum) é um museu norte-americano, situado em Fort Worth, estado do Texas. Organização privada sem fins lucrativos, o museu foi inaugurado em 1972 e viabilizado pela doação de todo o legado do industrialista e colecionador texano Kay Kimbell, feita por sua esposa, Velma Fuller Kimbell, após a morte do marido, em 1964.
Sua sede, projetada por Louis Kahn, renomado arquiteto norte-americano de origem estoniana, encontra-se entre as principais obras de seu autor. Conserva uma pequena coleção de arte ocidental, arqueologia, arte africana e asiática, composta por menos de 350 peças, mas destacada pela alta qualidade artística e pela relevância histórica de muitas obras, notadamente nos conjuntos de pintura francesa e italiana.